# Înalta Curte de Casație și Justiție

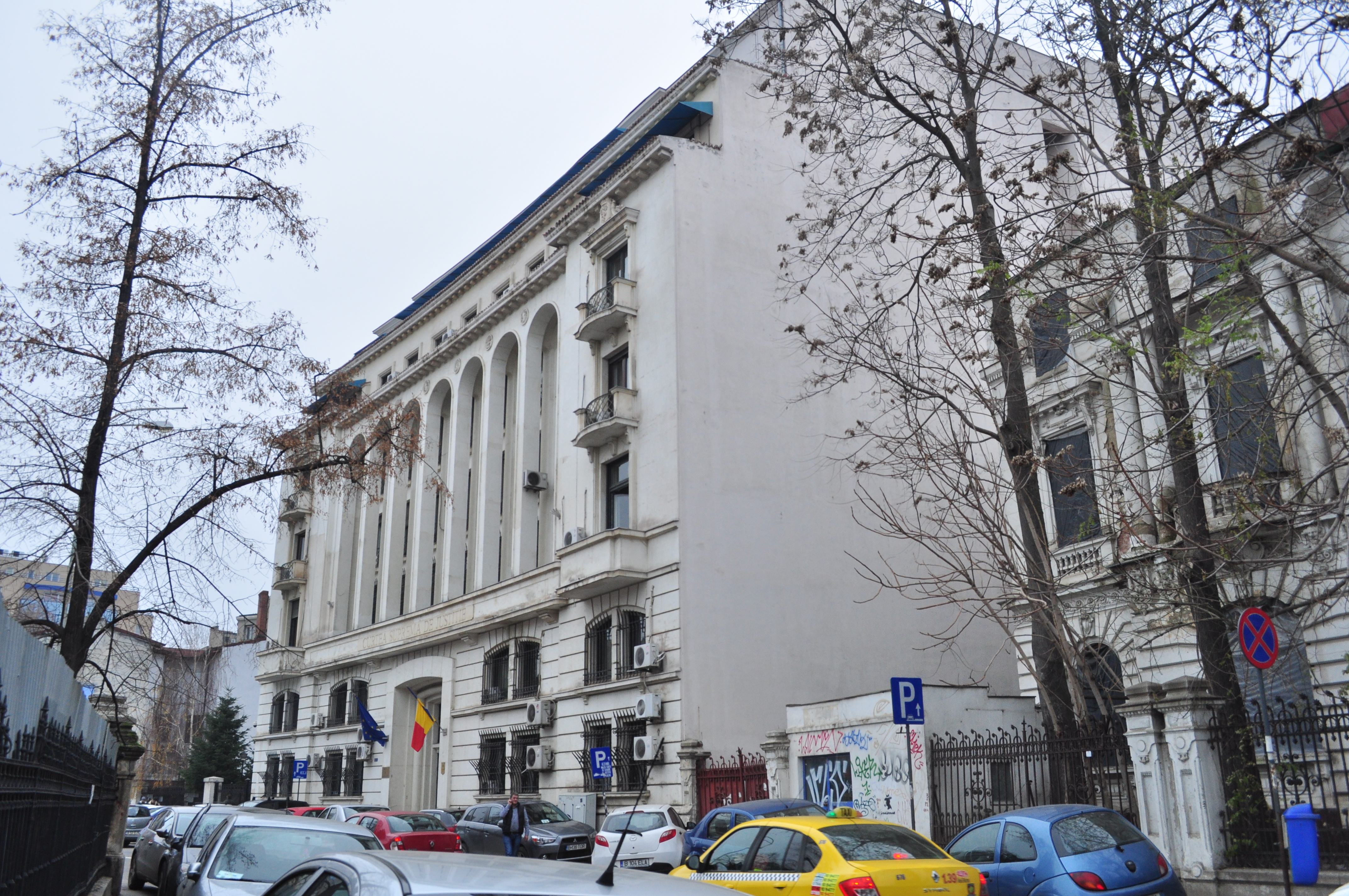
Înalta Curte de Casație și Justiție, 2014

Înalta Curte de Casație și Justiție (abreviat ÎCCJ, cunoscută în trecut sub numele de Curtea Supremă de Justiție) este instanța judiciară supremă, în ierarhia instanțelor judecătorești, din România. ÎCCJ are competența de a judeca recursul în interesul legii și de a asigura interpretarea și aplicarea unitară a legii de către celelalte instanțe judecătorești. 

## Istoric
Până în octombrie, 2003, instituția s-a numit Curtea Supremă de Justiție (CSJ).
La acel moment, președintele instituției a contestat ordonanța de urgență prin care Curtea Supremă de Justiție a fost transformată în Curte de Casație.
Magistrații Curții Supreme de Justiție vor avea de rezolvat mai multe dosare, pentru că ei vor trebui să judece toate recursurile formulate de părți în cauzele civile.

## Organizare
Înalta Curte de Casație și Justiție este organizată în: 
- Secția I civilă și de proprietate intelectuală,
- Sectia a II-a civilă,
- Secția Penală,
- Secția de contencios administrativ și fiscal,
- Secțiile Unite.

Totodată, mai funcționează:
- Completele competente sa judece recursul in interesul legii,
- Completele pentru dezlegarea unor chestiuni de drept,
- Completele de 5 judecatori.

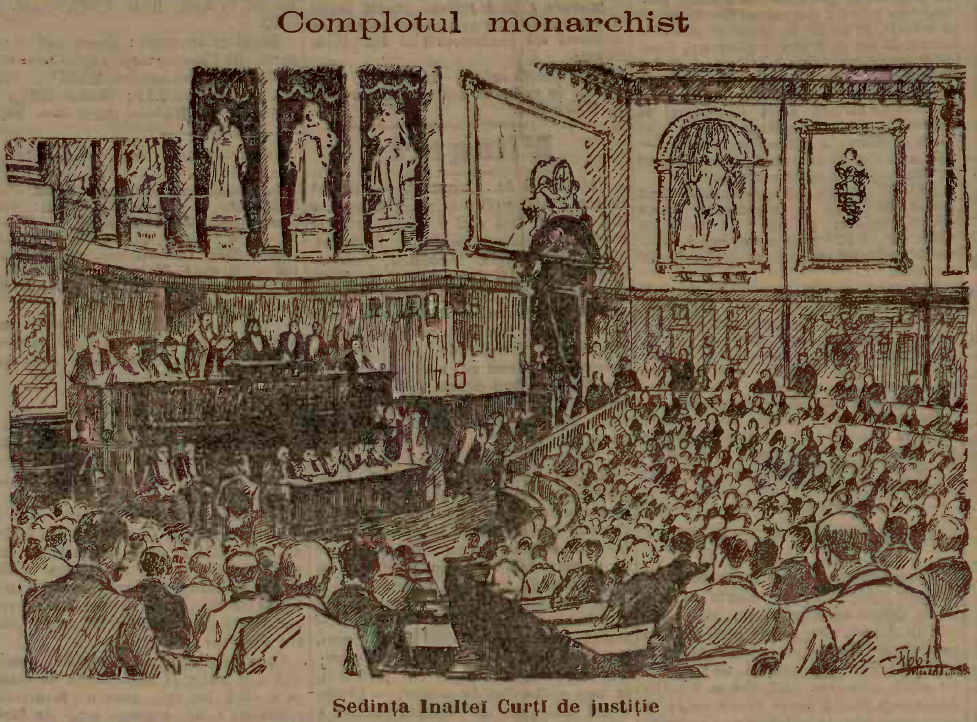
Imagine de la o ședință a Înaltei Curți de Justiție apărută în ziarul "Adevărul" în 1899

Aceste secții judecă recursurile împotriva hotărârilor pronunțate de curțile de apel și a altor hotărâri. Printre altele, soluționează și cereri de strămutare și conflictele de competență.
Completul de 9 judecători soluționează recursuri și cereri în cauzele judecate în primă instanță de Secția penală a Înaltei Curți de Casație și Justiție și are rol de instanță disciplinară.
Secțiile Unite judecă recursurile în interesul legii și soluționează sesizări privind schimbare jurisprudenței Înaltei Curți de Casație și Jusției. 
În cadrul ÎCCJ mai funcționează și alte câteva departamente și direcții: Direcția legislație, studii, documentare și informatică juridică, Cancelaria, Departamentul economico-financiar și administrativ, Biroul de informare și relații publice, Biroul relații internaționale, Compartimentul de audit public intern.
Inalta Curte de Casație și justiție este singura instanța suprema ce funcționeaza in România.Conducera Inaltei Curți de Casație și justiție se asigură de către președinte, vicepreședinte și Colegiul de conducere.

## Conducere
Înalta Curte de Casație și Justiție este condusă de un președinte, secondat de vicepreședinte și colegiul de conducere. Adunarea generală a judecătorilor Înaltei Curți de Casație și Justiție desemnează 2 membri pentru Consiliul Superior al Magistraturii. Aceeași adunare aprobă raportul anual de activitate (dat publicității) și bugetul acestei instituții.
Potrivit Legii nr. 303/2022 privind statutul judecătorilor și procurorilor, "Președintele, vicepreședinții și președinții de secție ai Înaltei Curți de Casație și Justiție sunt numiți de Secția pentru judecători a Consiliului Superior al Magistraturii dintre judecătorii Înaltei Curți de Casație și Justiție care au funcționat la această instanță cel puțin 2 ani și care nu au fost sancționați disciplinar în ultimii 3 ani, cu excepția cazurilor în care a intervenit radierea sancțiunii disciplinare".
Numirea se face pe o perioadă de 3 ani, cu posibilitatea reinvestirii o singură dată.

## Lista șefilor ÎCCJ
Informații suplimentare: Lista președinților Înaltei Curți de Casație și Justiție
- Nicolae Kretzulescu (1861)
- Vasile Sturdza (1862-1869)
- Scarlat Fălcoianu (1869-1875)
- Alexandru Crețescu (1875-1885)
- Constantin Schina (1885-1904)
- Scarlat Pherekyde (1904-1907)
- Gheorghe Bagdat (1908-1917)
- Corneliu Râmniceanu-Manolescu (1917-1919)
- Victor Râmniceanu (1919-1924)
- Gheorghe V. Buzdugan (1924-1927)
- Oscar Niculescu (1927-1930)
- Ioan Stambulescu (1930-1931)
- Dimitrie Volanschi (27 martie 1931 - 1 iunie 1938)
- Dimitrie Gheorghe Lupu (1940-1944)

- Sorin Moisescu (20 iunie 1998 — 6 aprilie 2000)[3][4]

- Paul Florea (aprilie 2000 — 16 iunie 2004)[5][6][7]

- Nicolae Popa (iunie 2004 — 15 septembrie 2009)[8][2]

- Lidia Bărbulescu (interimar) (15 septembrie 2009 — 15 septembrie 2010)[2][9]

- Adrian Bordea (interimar) (16 — 17 septembrie 2010)[9][10]

- Livia Doina Stanciu (17 septembrie 2010 —  14 septembrie 2016)[10][11][12]
- Iulia-Cristina Tarcea (14 septembrie 2016 - 14 septembrie 2019)[13][14]
- Corina Corbu (14 septembrie 2019 - 1 august 2025)